# سریحین
سریحین (به عربی: سریحین) یک روستا در سوریه است که در حمات واقع شده‌است. سریحین ۷٬۴۶۶ نفر جمعیت دارد.